# عصام معیر
عصام معیرمتولد ۱۱ آبان ۱۳۴۲  بازیکن فوتبال ایرانی است. او بازیکن باشگاه فوتبال دارایی تهران بود و در سال ۱۳۶۷ با این تیم به نایب قهرمانی جام باشگاه‌های تهران دست یافت. وی در سال ۱۳۶۷ و ۶۸ عضو تیم راه آهن تهران نیز بود . معیر در جام باشگاهی پیشکسوتان ۱۳۹۷ در تیم نفت حضور داشت.